# Ивановский проезд
Ива́новский прое́зд находится в Тимирязевском районе Северного административного округа города Москвы. Расположен между Ивановской улицей и улицей Немчинова. Вдоль Ивановского проезда расположен парк «Дубки».

## Происхождение названия
Ивановский проезд существовал ещё до революции. Своё название получил по фамилии домовладельцев (как и Ивановская улица).

## Транспорт
Ивановский проезд имеет по одной полосе для движения в каждом направлении. Общественный транспорт по проезду не ходит. В 450 м к востоку от проезда расположена станция метро «Тимирязевская» Серпуховско-Тимирязевской линии и платформа Тимирязевская Савёловского направления МЖД.
Проезд тупиковый — заезд только со стороны Ивановской улицы и то там стоит знак 3.2 «Движение запрещено». С противоположной стороны стоят бетонные блоки — примерно в 5 м от ул. Немчинова.